# Eodelena tasmaniensis
Eodelena tasmaniensis is een spinnensoort in de taxonomische indeling van de jachtkrabspinnen (Sparassidae).
Het dier behoort tot het geslacht Eodelena. De wetenschappelijke naam van de soort werd voor het eerst geldig gepubliceerd in 1991 door Arthur Stanley Hirst.